# Привато, Виктор Станиславович
Ви́ктор Станисла́вович Прива́то (22 марта [4] апреля 1897 – 2 мая 1979) – советский организатор кинопроизводства, директор Госфильмофонда СССР (1948–1978), заслуженный работник культуры РСФСР (1970). 

## Биография
Родился 4 апреля 1897 года в деревне Дзежбы Яблонской волости Соколовского уезда Люблинской губернии.
C 1912 по 1925 год работал телеграфистом 6-го участка связи Октябрьской железной дороги. В 1924 году вступил в ВКП(б).
C 1925 по 1926 год  — инспектор прокатной конторы «Кино-Москва», руководитель комиссии по приёмке картин от «Севзапкино», помощник заведующего 11-й прокатной конторы «Совкино», на должности временно исполняющего обязанности заведующего Московским агентством «Совкино».
C 1926 по 1927 год — помощник заведующего оперативной частью «Совкино». C 1927 по 1929 год — старший распорядитель программ по клубно-деревенскому прокату ЦОС. С 1929 по 1931 год — помощник заведующего отделением проката «Центрсовкино».
В марте 1931 года назначен спецуполномоченным правления Союзкино по сооружению кинотеатров.
В 1932 году — помощник заведующего киносектором Управления зрелищными предприятиями, помощник управляющего и начальник сектора эксплуатации кинотеатров треста Мосгоркино.
В 1933 году — директор кинотеатра «Уран» на Сретенке; слушатель Промышленной академии.
C 1934 года — заместитель управляющего трестом «Москино».
15 октября 1937 года расстрелян его старший брат, Иван Станиславович Привато, работавший старшим телеграфистом станции Ховрино Октябрьской железной дороги и приговорённый по статье 58-10 УК РСФСР.
В 1938 году распоряжением ЦК Союза кино-фотоработников зачислен на должность начальника альпинистского лагеря «Рот-Фронт» в Баксанском ущелье. В 1940 году избран председателем Центрального совета Добровольного спортивного общества «Искусство».
В феврале 1941 года назначен директором Владивостокского цирка.
C декабря 1944 года — заместитель начальника Главного управления массовой печати и проката кинофильмов (Главкинопроката).
C марта 1946 года — директор Всесоюзного фильмохранилища Главкинопроката.
В октябре 1948 года в связи с реорганизацией Всесоюзного фильмохранилища назначен директором Госфильмофонда СССР.
В 1957 году избран вице-президентом Международной Федерации киноархивов (ФИАФ). Занимал этот пост в течение многих лет. Это способствовало активизации международной деятельности Госфильмофонда СССР.
18 марта 1966 года по его инициативе в Москве был открыт «Иллюзион», первый в СССР специализированный кинотеатр для демонстрации архивных фильмов.
C 1978 года — старший научный сотрудник-консультант отдела научной обработки отечественного фонда Госфильмофонда СССР. C 1979 года — на пенсии.
За заслуги в деле развития кинематографии награжден орденами Трудового Красного Знамени (4 ноября 1967 года, орден № 451901), «Знак Почёта» (25 марта 1950 года, орден № 134024), Дружбы народов. В 1970 году ему присвоено звание заслуженного работника культуры РСФСР.
В сентябре 1979 года исполнительный комитет Белостолбовского Совета народных депутатов Домодедовского района принял решение увековечить память первого директора Госфильмофонда и переименовать улицу Рабочая в улицу Привато.